# 比爾人
比爾人（Bhils)，是印度中部主要的部落民族，人口主要集中在拉賈斯坦邦、古吉拉特邦、馬哈拉施特拉邦、中央邦，少部分分布於印度的南部和東部，例如，安得拉邦、卡納塔克邦、特里普拉邦。總共約一千多萬人，是印度的第三大部落民族。比爾人被認為是印度最早的本地人，他們不但比雅利安人早，甚至可能比達羅毗荼人還早。後來外人反客為主，比爾人被迫退到印度山區裡。

## 民族分布人口、語言

### 古吉拉特邦

古吉拉特邦

在古吉拉特邦，比爾人所位於的區域有，蘇拉特縣、當斯縣、巴魯奇縣、瓦多達拉縣、潘奇馬哈斯縣、馬赫薩那縣、艾哈邁達巴德縣、科達縣、巴納斯坎塔縣、薩巴坎塔縣、喀奇縣。然而大約有百分之七十五的人集中居住在，巴魯奇縣、瓦多達拉縣、薩巴坎塔縣、潘奇馬哈斯縣:1。

### 馬哈拉施特拉邦

馬哈拉施特拉邦

馬哈拉施特拉邦的比爾人主要集中的區域有，杜利亞縣、納西克縣、賈爾岡縣、艾哈邁德訥格爾縣、奧蘭賈巴德縣。:1。

### 中央邦

中央邦

中央邦比爾人主要集中的區域有,達爾縣、賈布瓦縣、克爾岡縣、勒德蘭縣。:2。

### 拉賈斯坦邦

拉賈斯坦邦

### 語言
比爾人使用比爾語，屬於印度-雅利安語支，這個語言並沒有任何一個特別的符號表示，不過，比爾語可以使用天城文來書寫。比爾語通行於比爾人所在的區域，然而發音會因為地域而異:191。根據1981年的人口調查，4,293.314的人口在說比爾語，但都使用雙語和地域性語言。在古吉拉特邦的比爾人也會使用Vaghari作為口語。雖然比爾人的識字率不是非常的高，直到2001年只有44.3 %。

## 地理環境
中部平原：是印度河、恆河、布拉馬普特拉河沖積成的中央平原。東西長2000多公里，南北寬240～500公里，平均海拔100～200米，是世界著名大平原之一。分兩部分，東部為恆河平原，地勢低平，是印度文化的發源地。西部為印度河平原的一部分，大部分為沙漠覆蓋。

## 歷史沿革
比爾人存在已經有很長的一段歷史。比爾人很愛弓和箭。比爾人相信他們的名字源自於達羅毗荼語的單詞billu，這個單詞表示弓和箭。比爾人被認為是在古吉拉特邦這個區域最早擁有政治權力的族群，但因為在烏代浦和鄰近區域的拉其普特人接續搶走比爾人的政權，被打敗的比爾人逃難去附近的叢林和丘陵地區。馬拉地人也會搶奪比爾人的地域和騷擾他們的部落。

## 社會、家庭與婚姻
比爾人非常遵守氏族系統，每一個氏族都會有一個獨特的命名並且都會有自己的圖騰。圖騰有可能是植物、鳥或動物。全部的氏族都聲稱他們各自圖騰的神在當地叫做迪發塔(Devata)。:189
| 氏族                  | 圖騰        |
| --------------------- | ----------- |
| Harayat               | Kalika Mata |
| Dhari                 | Bhulya      |
| Katara                | Malo        |
| Kharadi               | Ambav       |
| Damar,Bhagora,vodavat | Kanyalo     |
| Dama,Nanama,Hela      | Thur        |
| Tejot,Parmar          | Peepal Hen  |
| Goda Damor            | Vajed       |

### 出生
通常比爾人夫婦都非常喜歡小孩。每個夫婦都會希望有一個小孩，不論是男生或是女生。在比爾人的社會中，不論是男孩或女孩都相同的重要。當比爾人婦女懷孕時，通常不會有慶祝活動，要一直等到小孩出生比爾人才會慶祝，通常，如果是男孩出生的話，他們會敲擊金屬的塔利(印度的一種盤子)；如果是女孩出生的話，他們會敲擊扇車的扇葉。在孩子出生後的5到7天他們會舉行淨化儀式。
:213

### 婚姻
在比爾人的社會中，婚姻對於男孩和女孩都非常重要。男孩會不惜負債也一定要娶到老婆。因為婚姻和小孩被比爾人視為快樂和幸福的重要元素。比爾人喜歡一夫一妻制，然而在有些家庭中人可以看到一夫多妻制，通常一夫多妻制也只會出現在較為有錢的比爾人的家庭中,因為有錢人才能支付較多的聘金(Dapa)。婚姻對於比爾人來說並不是一件神聖的事，就像印度的婚姻一樣，婚姻並不是永久穩固的。在比爾人的社會中小孩子的婚姻並不盛行。對比爾人來說，結婚對於男性和女性市長大和成熟的象徵。他們是外婚制,離婚和寡婦結婚是可允許的。兒子和女兒的婚姻是由父母安排的。但他們強調必須由雙方男孩和女孩同意。意思是即使婚姻是被安排的，但經過結婚的雙方男女同意是必須的。
在比爾人婚姻的主要習俗是聘金(Dapa)。Dapa盛行於各種形式的婚姻，例如寡婦結婚、Nata也會收聘金。聘金的價錢是固定的是由男孩的父親支付給女孩的父親:33。音樂和舞蹈在比爾人的婚禮中是非常重要的。比爾人婚禮的歌的例子：
Go bena, go you must, why tarry and take time?
You are married, go you must.
Friends will go as far as the fields; brothers will go as far as the stream:
Go bena, go you must. Why tarry and take time?
When the party moves a mock attack is done with dust and pebbles.
Then the groom's party sings: The bride weeps, and weeps the bride's brother.
You can't help it; you must take her with you.
The bride weeps, and weeps the bride's mother.
What's that to you, you must take her with you.
All sons inherit parental property equally but the
eldest son has the right to succeed to his father's authority.

### 家庭
相較於印度常見的聯合家庭，比爾人喜好核心家庭，家裡面只會有丈夫、妻子、及未結婚的小孩。當兒子長大結婚，他會離開父母並且自己組成一個新的家庭。新婚夫婦中，男孩的父親會替兒子建造另外一棟棚屋，並且給男孩一部分的土地，就這樣持續進行分配土地直到所有兒子完婚。通常來說父親是一家之長，當父親不在時，可由家裡最年長的男性擔任。

### 女人的地位
比起印度婦女在社會上的地位，婦女在比爾人社會中享有較大的自由。比爾人非常喜歡女孩，由於女孩從小就可以幫忙做家事。當女孩青少年時期就可以出外工作，可以幫助父母家裡的生計。比爾女人享有許多種社會上的機會，她們在結婚之前享有許多的自由。比爾女人可以自由選擇自己的終身伴侶。在比爾人的社群裡，女人可以跟男人跳舞、唱歌笑、跟男生講笑話。剛結婚的女人在丈夫家享有極大的自由。:196

## 產業與生活
整體來說,比爾人在過去已開採林木維生。由於政府嚴格的林業政策，比爾人已經不再過著刀耕火種的生活，他們開始過著定居的農耕生活。

### 物質和商業活動
身為狩獵採集者，傳統上，比爾人主要是以弓和箭為工具。比爾人獵殺包括兔子，狐狸，鹿，熊，蜥蜴，豬，鳥，囓齒動物和野生貓科動物。他們食用的植物有塊莖類，他們會從森林收集水果補充他們的飲食。他們會製作蜂蜜，採集野果和木柴。

### 勞動分工
父親，作為一家之主。控制家庭所有成員的收入和分配的日常工作。母親通常被分配和監督她的女兒和女兒女婿之間的工作。母親職責包括準備家庭餐點和將食物送到男人工作的地方。從源頭取水，擠牛奶，清潔畜舍，並收集木柴和野果是一些女性的日常工作。在農業方面，女性協助移栽，除草，收穫。孩子們通常指派服用牛放牛的任務。犁地和播種的農業工作由男性完成，狩獵主要是男性的活動。

### 飲食習慣
在過去，比爾人依賴森林維生，以狩獵採集為生活方式。過了很久一段時間，比爾人才漸漸採用農耕的生活方式。在鄉下地區的比爾人，他們的主食者要是，玉米、高粱、還有一些雜穀。但是由於公平交易商店(控制商品計畫)的引進，他們開始以小麥為他們的主食。由於森林政策的嚴格執行，比爾人很難再依賴森林維生，因此他們不得不改變飲食習慣。:193

### 居住
一般來說，比爾人居住在遠離其他社群的地方，並且特別偏好靠近森林的地方。每戶人家住在棚屋散居在各個地方。棚屋裡面有一個小房間，並且由牆壁所組成的院子。他們會與附近的村落保持距離，而且幾乎不太跟附近的群體講話。由於語言的隔閡隔離了他們與其他人。由於他們經濟上貧困他們被迫遷移離開原來的地方。並且比爾人被視為非常好的農夫，他們是跟隨著土地遷移的。
一個比爾村落，大概有三四十戶居住，每個房屋由相隔甚遠。一個人的成年兒子會建立自己的小屋在他父親的屋子的旁邊，一般在70至230米的距離。家庭分配結果比爾村莊散落圖案佔地約3至4平方公里。每個村的土地已經預留給社區使用，如牛牧場，道路，對於一個村莊的墓地，並為社區禾場。大多數比爾人住在木構架與竹牆用塗抹製成的水泥、石膏和牛糞，材料重視其散熱和防蟲害的性質矩形兩層結構。沒有窗戶的住所配備的前壁，它通常只開到大樓入口，儘管有時可能會建在專供居民家的後面。屋頂是茅草一般用草或柚木葉子和竹子，材料往往需要每年更換。內置0.5至1.0米以上的地面上的泥土和石頭或木材的底座，結構本質上是一個牛棚和住所，與在劃分和利用空間的地區差異。

## 信仰與節日
大部分的比爾人信想印度教和他們自己當地的神。比爾人崇拜濕婆、象頭神、難近母等等。
比爾人傳統上屬於泛靈信仰，在1901年的人口普查，其中百分之97.25被標記為萬物有靈論者，其餘都與印度教的信仰有關。然而，印度教化是一段很長期的過程，比爾人印度教信仰下面階層者包含了許多萬物有靈的信仰。有本地化的神靈，如Wagh，迪奧，虎神。Nandervo，農業之神，希望參拜之後，帶來降雨讓草木的增長。神社會輕度升高和和建立在幽靜的地方，因為他們認為藉由原理較低的地方和汙染可以維護自己的神聖的土地。神的形象也保持接近他們的農田，與產品，以保證作物的安全性和質量進行。今天，基督教，伊斯蘭教，印度教都影響過比爾人，尤其後兩者信仰體系是影響比爾人最大的主要信仰。其中Ratanmal Bhils，印度教是普遍的，有四個主要元素為主。（1），它們都採用了一些印度教的神是強大的，但仁慈的，而不是惡意的。（2）他們相信來世，其中一個老親屬保持權力和控制事件在此生活，甚至控制死亡後的生活。（3）有很多在地球上的靈魂，有的靈魂會友邪惡的意圖，他們需要個人的奉獻和定期和解。（4）有其中的惡意個體，掌握巫術和巫術的形式，並且可以通靈。巴格對於比爾人中是至高無上的神，雖然在Ratanmal他也被稱為Mahaveda。卡利卡，“大地之母”，但是祂同時會引起敬畏和恐懼。灑紅節，一個重要的節日，是為慶祝她。一個人並不是自然死亡-謀殺或自殺，例如-被認為成為一個邪惡的靈魂，都會損耗人的靈力。雙胞胎和嬰兒不同尋常的特點或畸形被認為是一個邪惡的靈魂，必須立即殺死他們以免他們危害他們的親屬（現在這麼做是非法的）。

## 藝術文學

### 皮薩羅
皮薩羅是一種高度儀式化的畫作，被畫在牆上，對於比爾人來說製作皮薩羅並不是在創作而是在執行儀式。這幅皮薩羅畫作由羅梭的比爾人和納亞克製作，是一個家庭在祈求願望的禮儀表演（婚姻，生育，繁榮...）。這些藝術作品是通常由牧師協助執行前儀式。神聖的畫作覆蓋房間的三面牆和配合整體儀式。一切有關比爾人的生活都在這幅畫作顯示 。例如，太陽、月亮、動物、昆蟲、神話人物。

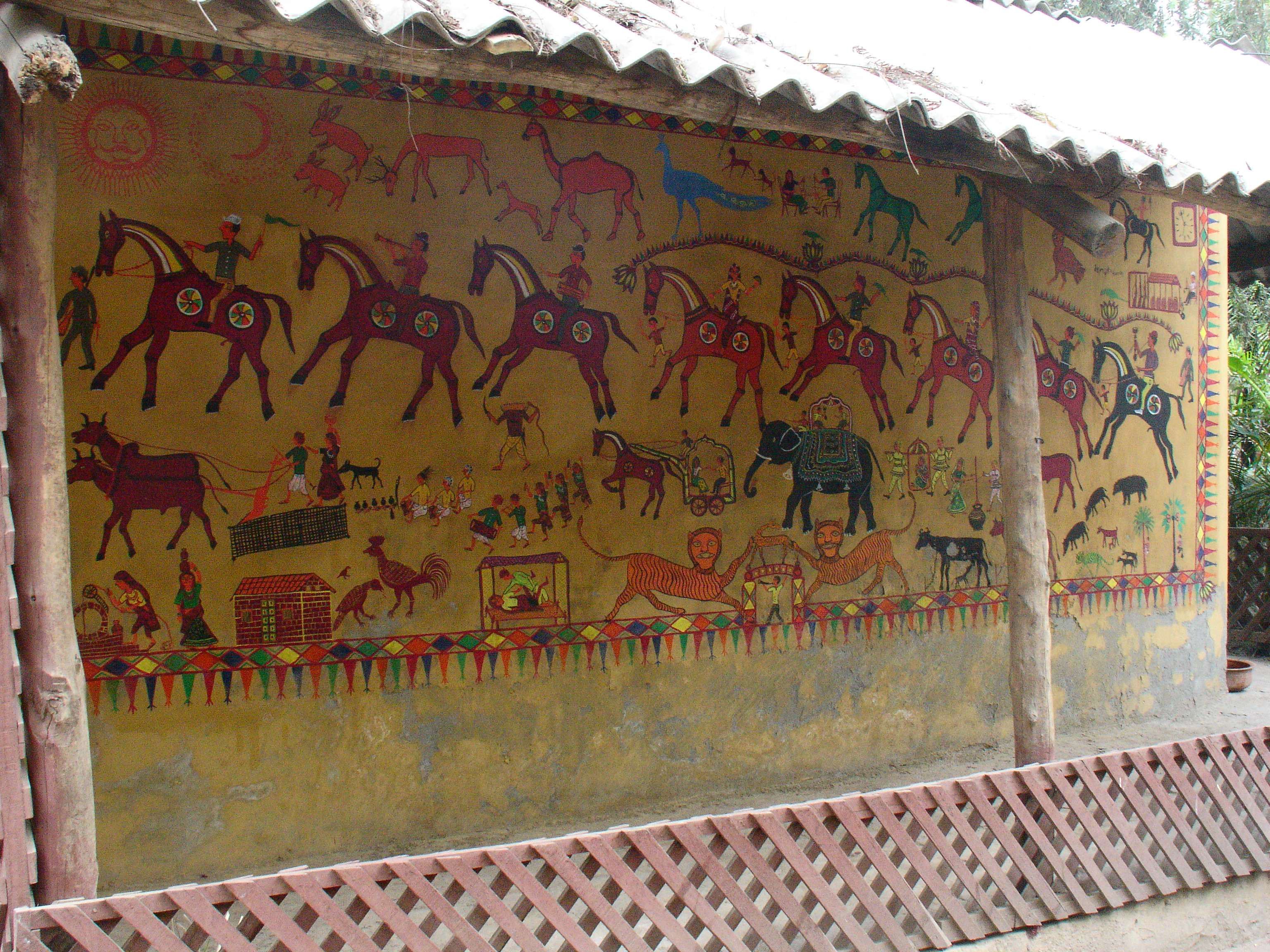
A Pithora painting at the Crafts Museum in New Delhi

### 古魅兒
比爾人的傳統舞蹈被稱為古魅兒，是以很高的速度不停的旋轉又不失平衡。有時候跳這個舞的人，會放高達十到十二個水盆在頭部上，然後繞著圓高速旋轉。

## 現況
今天，很多比爾人主要的工作是在當農夫。隨著人口的成長，土地越來越小也越來越沒有生產力。

### 教育
由於比爾人幾乎與世隔絕和不跟上層階級接觸，比爾人從很早以前就被剝奪受教育的權利。統治者從來沒有關心他們的教育。在二十世紀初，比爾人的社會地位糟糕到極點。:197
| 年   | 比爾人人口 | 識字人口 | 識字人口佔所有比爾人的比率 | 邦的識字比率 |
| ---- | ---------- | -------- | -------------------------- | ------------ |
| 1961 | 906,705    | 24,225   | 2.67                       | 15.21        |
| 1971 | 1,437,937  | 67,320   | 4.68                       | 19.07        |
| 1981 | 1,840,966  | 121,430  | 6.60                       | 24.38        |

根據1981年的人口調查在百分之6.60識字人口中，其中有男性識字率佔百分之5.81，女性識字率佔百分之0.41。因此評估全面性的狀況，比爾人的教育地位是一個問題。女性的識字率低於一成。同樣的狀況在所有的比爾人區域可以北看見。比爾人的保存政策被政府剝奪。政府並沒有關注他們的教育，因為政府需要有勞工幫他們工作。現今有很多非政府組織幫助他們識字，但成效仍然非常低。:198

### 社會改變
比爾人已經吸收了印度文化，換句話說他們愈來愈像印度人。當他們融合印度文化而師區他們特別的識別標誌的那一天將會到來。:200

### 威脅
許多比爾人因為Sardar Sarovar Dam建築計畫而受到威脅，該大霸完成後會淹許多比爾人目前居住的土地。雖然重新定居的計劃已經討論過，然而這項配套措施顯然是不完整的。

## 圖片

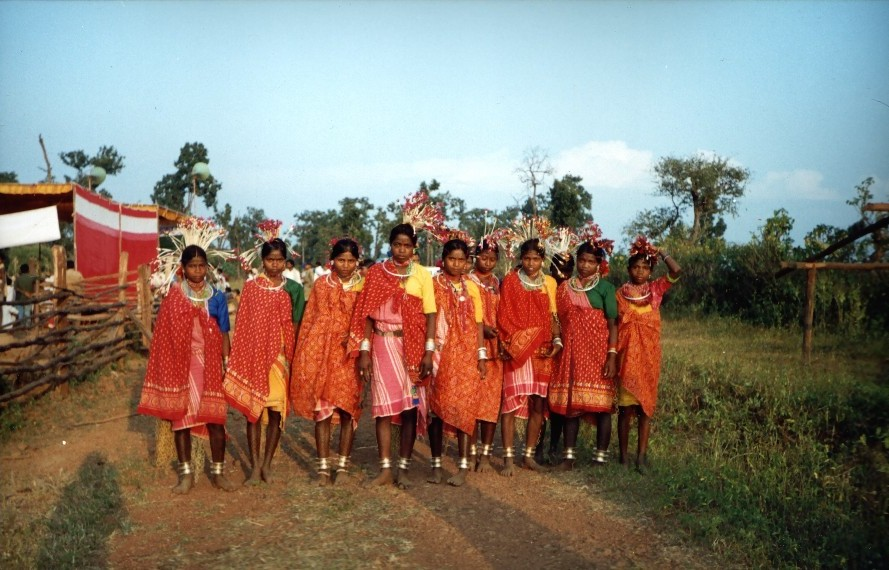
在賈布阿比爾部落女孩
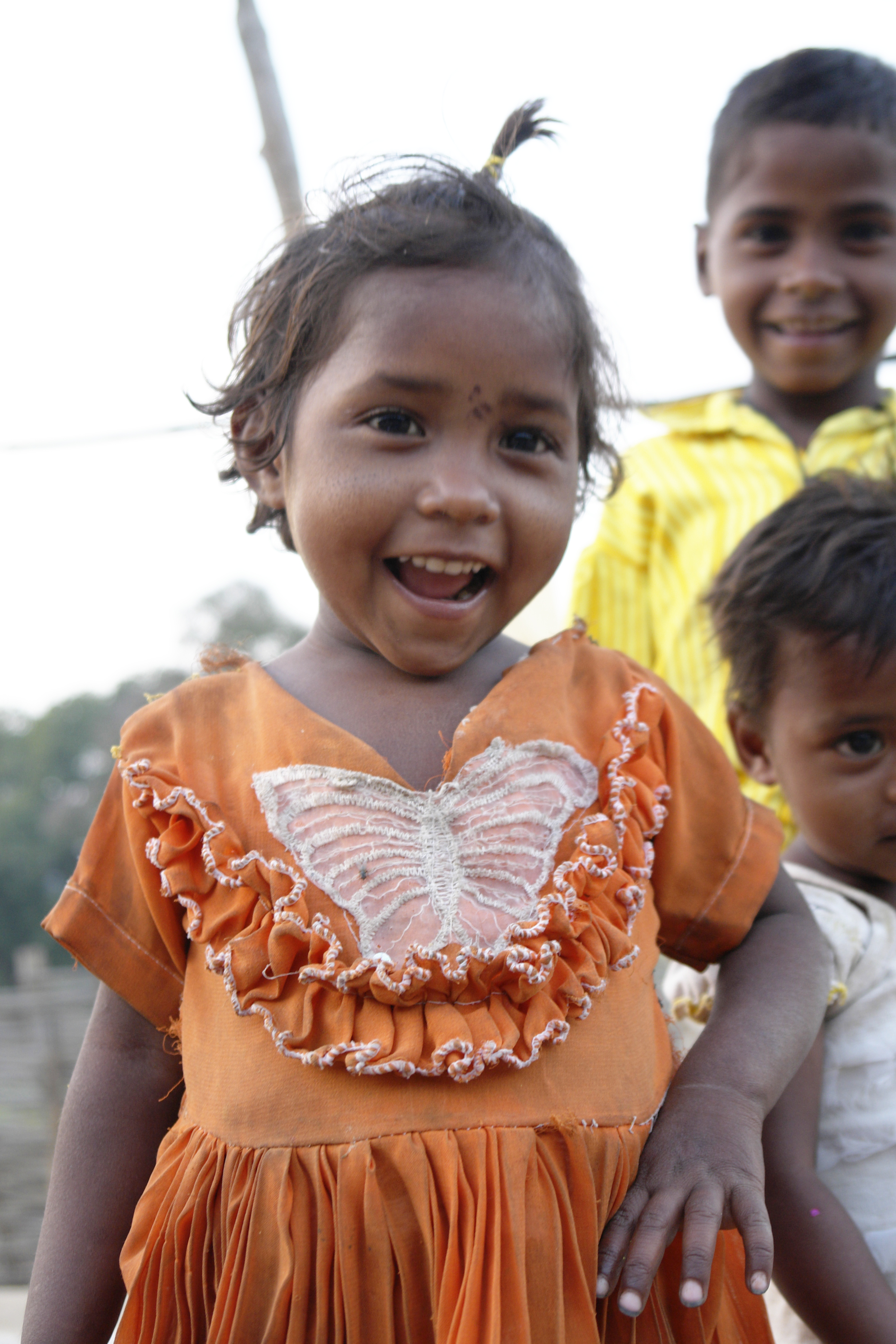
在賴森縣的一個小女孩, MP
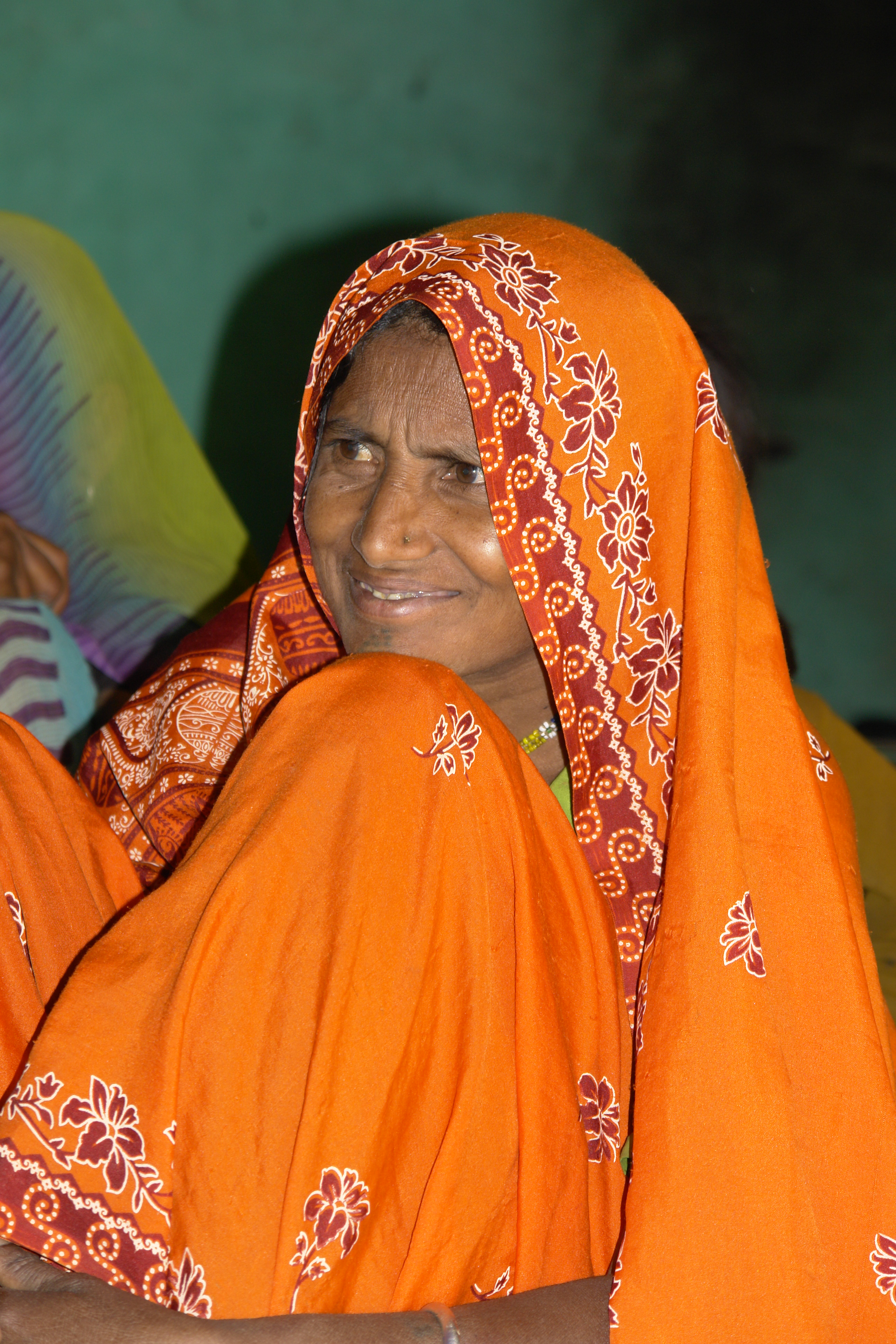
在賴森縣的一個女人, MP
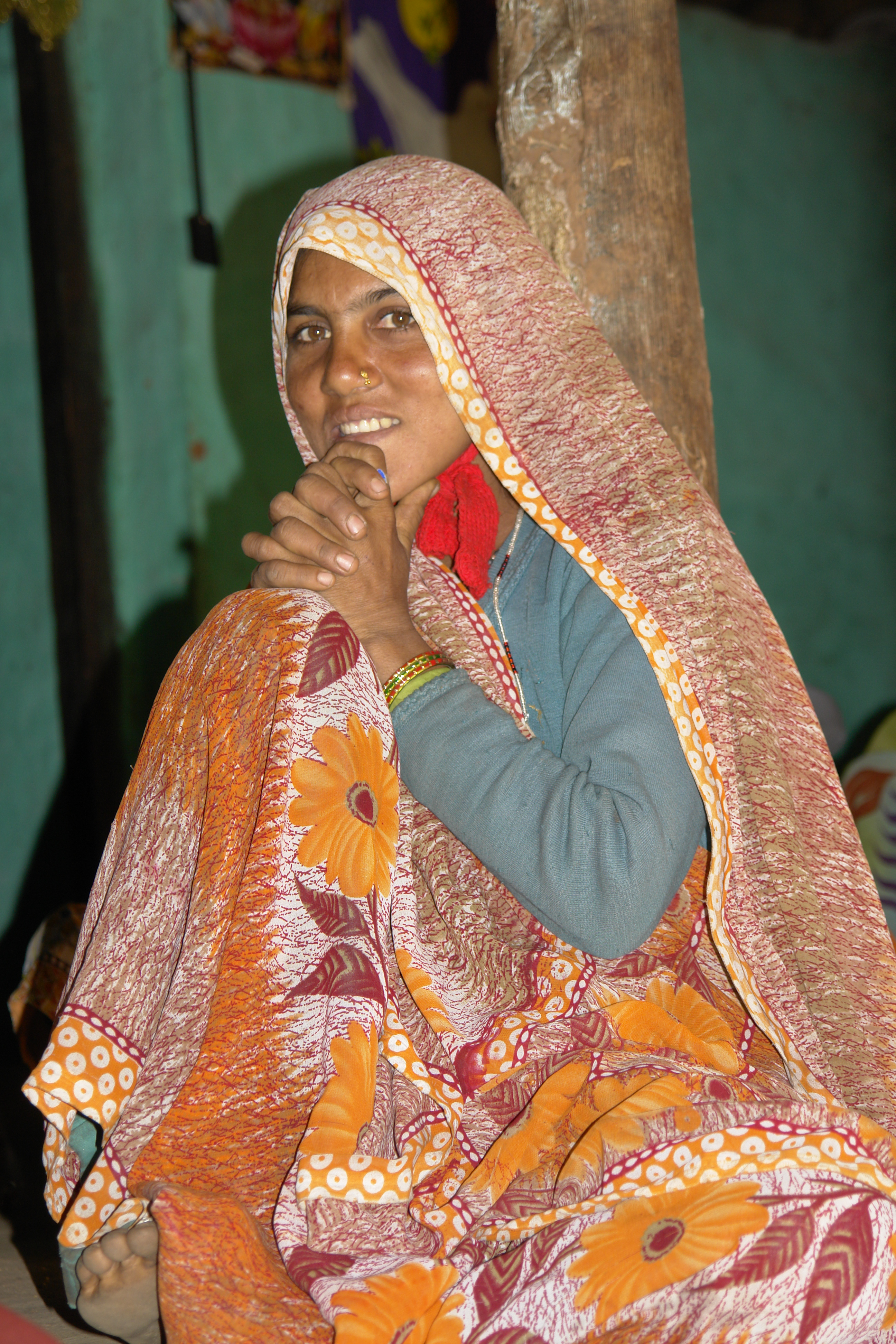
在賴森縣的一個小女孩, MP
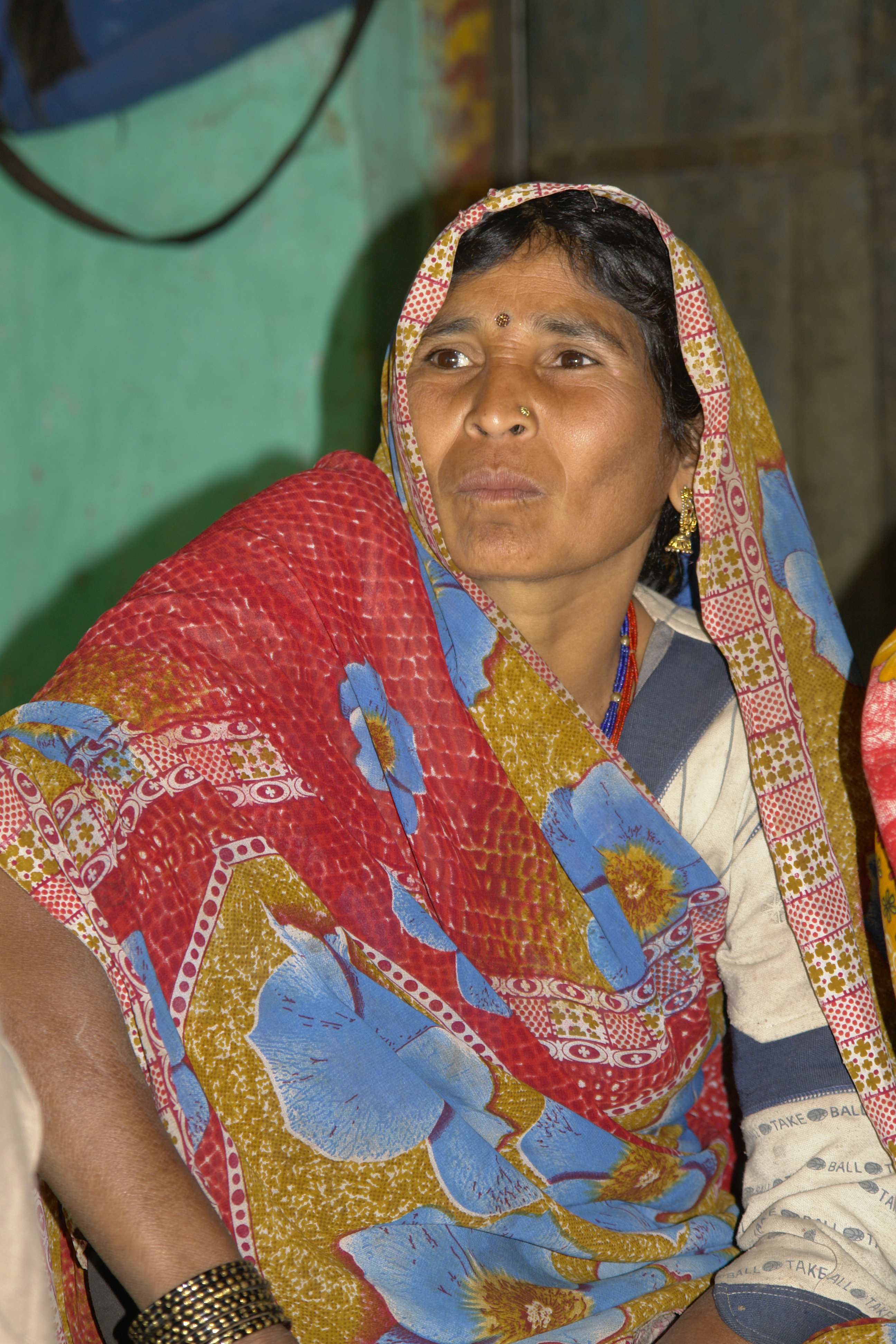
在賴森縣的一個小女孩, MP